# Пашаев, Омар Фазилевич
Омар Фазилевич Пашаев (азерб. Paşayev Ömər Fazil oğlu; род. 28 марта 1988, Баку) — азербайджанский футбольный арбитр категории ФИФА. Международные матчи обслуживает с 2017 года.

## Биография
Омар Пашаев родился 28 марта 1988 года в столице Азербайджанской ССР — городе Баку. В 1994—2005 годах обучался в средней общеобразовательной бакинской школе № 32. В 2006—2008 годах проходил воинскую службу в рядах вооруженных сил Азербайджанской Республики. В 2009—2012 годах был студентом факультета менеджмента и управления МГОУ — московского государственного открытого университета.
С 2010 по 2013 года занимался модельным бизнесом, параллельно фитнесом. Холост. Хобби — футбольные значки.

## Профессиональная карьера
В 2012 году начал обучаться судейским азам в АФФА — Ассоциации Футбольных Федераций Азербайджана. 16 августа 2012 года получил звание судьи первой (республиканской) категории.
С 1 января 2017 года является судьей международной категории ФИФА. В начале июня 2017 года получил первое назначение в качестве главного арбитра. Отсудил матч отборочного раунда молодёжного (U-21) чемпионата мира между сборными Беларуси и Сан-Марино.

## Статистика
Данные приведены по состоянию на 25 октября 2017 года
| Турнир (сезон/год)                                  | Турнир (сезон/год) | Матчи |     |    |
| --------------------------------------------------- | ------------------ | ----- | --- | -- |
| Чемпионат Азербайджана                              | 2012/2013          | 1     | 6   | 0  |
| Чемпионат Азербайджана                              | 2013/2014          | 12    | 45  | 2  |
| Чемпионат Азербайджана                              | 2014/2015          | 15    | 81  | 4  |
| Чемпионат Азербайджана                              | 2015/2016          | 23    | 78  | 7  |
| Чемпионат Азербайджана                              | 2016/2017          | 11    | 41  | 0  |
| Чемпионат Азербайджана                              | 2017/2018          | 5     | 14  | 0  |
| Кубок Азербайджана                                  | 2013/2014          | 1     | 2   | 0  |
| Кубок Азербайджана                                  | 2015/2016          | 1     | 2   | 0  |
| Кубок Азербайджана                                  | 2016/2017          | 2     | 1   | 0  |
| Лига Европы УЕФА                                    | 2016/2017          | 1     | 2   | 0  |
| Чемпионат Европы по футболу среди молодёжных команд | 2019               | 2     | 9   | 0  |
| Всего                                               | Всего              | 74    | 281 | 13 |

## Последние матчи
| Дата             | Турнир                                                                  | Матч               |         |         | Пенальти |
| ---------------- | ----------------------------------------------------------------------- | ------------------ | ------- | ------- | -------- |
| 22 октября 2017  | Премьер-лига Азербайджана 2017/18                                       | Габала 1:0 Карабах | 4 (1-3) | 0       | 0        |
| 29 сентября 2017 | Премьер-лига Азербайджана 2017/18                                       | Интер 0:2 Нефтчи   | 3 (2-1) | 0       | 0        |
| 9 сентября 2017  | Премьер-лига Азербайджана 2017/18                                       | Габала 1:1 Зиря    | 1 (1-0) | 0       | 1 (1-0)  |
| 5 сентября 2017  | Чемпионат Европы по футболу среди молодёжных команд 2019, элитный раунд | Швеция 4:1 Кипр    | 5 (3-2) | 0       | 0        |
| 26 августа 2017  | Премьер-лига Азербайджана 2017/18                                       | Зиря 3:1 Сумгаит   | 3 (2-1) | 1 (1-0) | 0        |